# Fjenneslev (plaats)
Fjenneslev is een plaats in de Deense regio Seeland, gemeente Sorø. De plaats telt 832 inwoners (2008).